# 微笑がえし
「微笑がえし」（ほほえみがえし）は、1978年2月25日にリリースされたキャンディーズの活動期間内ラスト・シングルである。

## 解説
- 作詞者阿木燿子からのはなむけとして「春一番」「わな」「アン・ドゥ・トロワ」など、シングル曲のタイトルが歌詞に入れられている[1]。振り付けも「ハートのエースが出てこない」「年下の男の子」「やさしい悪魔」などを意識したものである。作曲の穂口雄右も、キャンディーズのこれまでの楽曲的要素を随所に織り込んだ。作曲は元々穂口と決まっていたわけではなかったが、阿木が「キャンディーズはやっぱり穂口さんじゃないかしら」と主張したことで起用された[2]。
- オリコンでは最初で最後の1位を獲得。シングル売上は累計で100万枚[3]と、キャンディーズ最大のヒット曲となった。
- 長調の曲でサビは3声和音と2声和音、それ以外はユニゾン・2声和音・3声和音の歌唱であり、ソロがない。サビの和音は、レコードでは3人がほぼ均等の声の大きさになっているが、ステージなどでの歌唱では主旋律を歌うスーが大きめに発声し主旋律を強調している。ト長調で最後はⅥ度の偽終止。当時の音楽番組では、1番目のサビ部分でセンターのランと左位置のミキとが、3番目のサビ部分でセンターのランと右位置のスーとが、それぞれ交替した上で歌唱していた。
- 穂口の要請により初見でレコーディングを行った[2]。レコーディングが終わると、メンバーだけでなくスタジオ内にいたスタッフ全員が涙を流した[2]。

## 歌詞に登場する曲名
「微笑がえし」に登場する自身の曲名（登場順）
1. 「春一番」 - 1976年3月1日発売9thシングル
2. 「わな」 - 1977年12月5日発売16thシングル　※歌詞中の表記は「罠」
3. 「ハートのエースが出てこない」 - 1975年12月5日発売8thシングル　※歌詞中の表記は「ハートのエースが出てきましたよ」
4. 「年下の男の子」 - 1975年2月21日発売5thシングル　※歌詞中の表記は「年下の人」
5. 「微笑がえし」 - 1978年2月25日発売17thシングル　※歌詞中の表記は「お祝い返しは微笑にして」
6. 「やさしい悪魔」 - 1977年3月1日発売13thシングル
7. 「アン・ドゥ・トロワ」 - 1977年9月21日発売15thシングル　※歌詞中の表記は「１ ２ ３」

## 収録曲
両楽曲とも、作詞：阿木燿子／作曲・編曲：穂口雄右
1. 微笑がえし（4分33秒）
2. かーてん・こーる（4分57秒）

## カバー
微笑がえし
- クリスタル・スリー（1979年、LP『キャンディーズ・ディスコ・ヒート』）
- ONCE UPON A TIME（TONYA TOWNSEND、ROBIN BAIN、GINA KATSANDRIS）（1991年、アルバム『Spring Is Just Ahead』）
- カバーソング・ドールズ（2007年、アルバム『Cover Song Dolls』）

かーてん・こーる
- フィーバー（1979年、アルバム『FIRST FLIGHT』）